# Castillo miliar 6
El castillo miliar 6 (Benwell Grove) fue un castillo miliar del Muro de Adriano. 

## Construcción
Se desconoce su ubicación exacta, pero la muralla en esta zona pasa por debajo de la carretera A186. La zona está urbanizada con carreteras y casas adosadas y no se conoce ningún resto del castillo.

## Excavaciones e investigaciones
En 1966, J Collingwood Bruce sugirió que el emplazamiento del castillo miliar 6 se encontraba bajo la carretera de Benwell Grove, en Newcastle.

## Torretas asociadas
Cada castillo miliar del Muro de Adriano tenía dos torretas asociadas. Estas torretas estaban situadas aproximadamente a un tercio y dos tercios de una milla romana al oeste del castillo, y probablemente habrían estado a cargo de la guarnición del mismo. Las torretas asociadas con el castillo miliar 6 se conocen como Torreta 6A y Torreta 6B.

### Torreta 6A
La torreta 6A nunca ha sido localizada a partir de sus restos. Se ha ubicado a partir de la distancia media a la torreta 6B. Esto sitúa a la torreta 6A aproximadamente a 82,3 m al este de la muralla oriental del fuerte Condercum. Esto la sitúa debajo de las casas y la carretera de Westholme Gardens en Benwell.
Ubiacación: 54°58′35″N 1°39′45″O / 54.976487, -1.662437

### Torreta 6B
La torreta 6B (Benwell Hill) fue descubierta por Robert Shafto en 1751, durante la construcción de Military Road; Shafto declaró que tenía aproximadamente 3,7 m cuadrados. Estaba situada 282 m al oeste de la muralla occidental de Condercum. Esto la sitúa en algún lugar cercano a la moderna carretera de Two Ball Lonnen. En 1968, todo rastro de la superficie de la torreta había sido borrado por el desarrollo moderno.
Ubicación: 54°58′42″N 1°40′08″O / 54.978391, -1.668827

## Registro de monumentos
| Monumento         | Código de Monumento | Código del Historic England Archive |
| Castillo miliar 6 | 25035               | NZ 26 SW 6                          |
| Torreta 6A        | 25038               | NZ 26 SW 7                          |
| Torreta 6B        | 25044               | NZ 26 SW 9                          |